# Amtsgericht Sierck
Das Amtsgericht Sierck war ein deutsches Amtsgericht mit Sitz in Sierck in den Jahren 1879 bis 1918.

## Geschichte
Sierck war Sitz eines französischen Friedensgerichts. Nach der Abtretung Elsass-Lothringens im Frieden von Frankfurt an das Deutsche Reich 1871 wurde die Gerichtsstruktur mit dem Gesetz, betreffend Abänderung der Gerichtsverfassung vom 14. Juli 1871 und der Ausführungsbestimmung hierzu vom gleichen Tag neu geregelt. Dabei wurden die Friedensgerichte beibehalten.
Im Rahmen der Reichsjustizgesetze wurden 1879 die Friedensgerichte im Reichsland Elsass-Lothringen aufgehoben und Amtsgerichte gebildet. Das Amtsgericht Sierck war dem Landgericht Metz nachgeordnet.
Am Gericht bestand 1880 eine Richterstelle. Das Amtsgericht war ein kleines Amtsgericht im Landgerichtsbezirk.
Der Gerichtsbezirk umfasste 1895 den Kanton Sierck mit 180 Quadratkilometern und 11.684 Einwohnern und 22 Gemeinden.
Mit der Verordnung des Statthalters, betreffend die auswärtigen Gerichtstage der Amtsgerichte vom 4. Dezember 1903 wurde festgelegt, dass das Amtsgericht Sierck Gerichtstage in Waldwiese für die Gemeinden Flasdorf, Grindorf, Launsdorf, Reimelingen, Ritzingen, Waldweisdorf und Waldwiese abhalten sollte.
Nach der Abtretung Elsass-Lothringens an Frankreich nach dem Ersten Weltkrieg wurde das Amtsgericht Sierck als „Tribunal cantonal Sierck“ weitergeführt. Im Zweiten Weltkrieg wurde 1940 von der deutschen Besatzungsmacht die vorgefundene Gerichtsstruktur unter Verwendung deutscher Ortsnamen und Behördenbezeichnungen, hier also wieder als Amtsgericht Sierck, fortgeführt. Dieses war nun jedoch dem neu gebildeten Landgericht Diedenhofen nachgeordnet.